# Marijanska brazda
Marijanska brazda najdublja je brazda u Tihom oceanu, a ujedno i najdublja brazda na svijetu. Najdublja je podmorska dolina na Zemlji, 5.000 metara duboka udubina u oceanskom dnu koje je do te brazde prosječno duboko 5.500 m, što zbrojeno iznosi 10.500 metara. Često je nazivana i jarkom. Nalazi se na zapadnoj strani Tihog oceana, oko 400 km jugoistočno od otoka Guama. Pruža se u smjeru sjever - jug. Na sjeveru se nastavlja u brazdu Izu-Bonin a na jugu na brazdu Yap.
Podatci o dubini najdublje točke Marijanske brazde pod nazivom Challenger Deep stalno variraju, ali posljednji podatak iznosi 11.034 metra ispod morske razine. Njezina prosječna dubina je 4.300 metara. Zanimljiv je podatak da je Marijanska brazda čak 23% dublja nego što je Mount Everest visok. Širina brazde je 69 km, a dužina je 2.542 km.
Brazde nastaju na granicama dviju tektonskih ploča, a Marijanska je nastala na mjestu gdje Pacifička ploča pada ispod Filipinske ploče. Njena najdublja točka se nalazi u zapadnom dijelu Tihog oceana prema jugu i istoku Marijanskih otokâ, stotinjak km zapadno udaljenih otoka, po kojima je nazvana. 
Pri dnu Marijanske brazde tlak je više od tisuću puta veći od standardnog atmosferskog tlaka na morskoj razini. Na dno Marijanske brazde spustili su se 23. siječnja 1960. godine američki oceanograf Don Walsh i švicarski oceanograf Jacques Piccard batiskafom Trieste. Uron na ovu dubinu nije bio slučajnom odlukom niti iz nevolje, nego je bio dio istraživačkog projekta Nekton koji je mornarica Sjedinjenih Američkih Država provodila.
Brazda je mjerena u nekoliko znanstvenih ekspedicija, a više puta čovjek je zaranjao na dno brazde. Prvi zaron bio je s ljudskom posadom, koja je upravljala batiskafom Trieste koji je 23. siječnja 1960. godine dosegnuo dno. Uslijedile su podmornice na daljinsko upravljanje japanski Kaiko 1996. godine i američki Nereus 2009. godine. Sljedeći zaron s ljudskom posadom bio je zaron Jamesa Camerona 26. ožujka 2012. godine podmornicom Deepsea Challenger. Zatim je američki istraživač Victor Vescovo u prosincu 2018. i u svibnju 2019. zaronio do Challenger Deepa. U 2020., astronautkinja Kathryn Sullivan je postala prvom osobom koja je hodala u svemiru i spustila se do najdublje točke u oceanu.